# Edward Tarlecki
Edward Tarlecki (biał. Эдвард Тарлецкі, ang. Edward Tarletski) znanу również jako Norma Pospolita oraz Madame Zhu – Zhu (biał. Мадам Жу–Жу) (ur. 5 lutego 1974 w Mińsku) – ukraiński i białoruski artysta, drag queen, konferansjer, kostiumolog, dziennikarz i działacz społeczny na rzecz LGBT, od 2008 roku zamieszkujący w Kijowie, Ukraina. Urodził się w rodzinie polsko-białoruskiej.

## Życiorys

### Działalność na Białorusi
Edward Tarleсki ukończył studia jako fotograf i dziennikarz w Europejskim uniwersytecie humanistycznym (Mińsk) w 1996 roku. W latach 1993–1998 pracował jako dziennikarz Radia Wolna Europa/Radia „Swoboda” oraz jako redaktor programów młodzieżowych białoruskiej państwowej stacji telewizyjnej w latach 1993–1998.
W 1990 roku, Tarleсki jako członek miejscowego Stowarzyszenia „Polonia” wspólnie z Anną Niciejewską-Siniewicz podjął strajk głodowy w intencji zwrotu społeczności katolickiej w Mińsku budynku kościoła świętych Szymona i Heleny.
W 1998 roku Edward Tarlecki był pierwszym człowiekiem na Białorusi, który zdecydował się na coming out. W 1998 był jednym z założycieli pierwszej organizacji LGBT w tym kraju – BLL, Białoruskiej Ligi na rzecz Równości Seksualnej „Lambda” (biał.: Беларуская Ліга Сэксуальнай Роўнасці), do 2005 roku był przewodniczącym organizacji. W 1999 roku Tarlecki zorganizował pierwszy w historii kraju gejowski protest społeczny. W 1998 roku założył i był wydawcą magazynu gejowskiego „Forum Lambda” (1998–2005). Ponadto był założycielem portalu gay.by oraz organizatorem Gay pride w Mińsku w latach 1999–2002.

### Działalność na Ukrainie
Będąc prześladowanym na Białorusi, Tarlecki przeniósł się na Ukrainę w 2008 roku, kiedy to zagrał rolę Divy w kultowym rosyjskim filmie Chapiteau show, który zdobył nagrodę ХХХІІІ Moskiewskiego festiwalu filmowego. Po tym, Edward Tarlecki skoncentrował się na karierze artysty drag. W 2013 założył znany ukraiński konkurs drag queen „Miss diva”.
W lutym 2014, Edward Tarlecki jako Madam Zhu-Zhu wziął udział w serialu „Zwana weczeria” (ukraińska wersja „My Kitchen Rules”), odcinki 46–50. W 2015 roku jako popularny artysta ukraińskich klubów, uczestniczył w nagraniu teledysku „Wings” brytyjskiego duetu Hurts.

## Artykuły
Edward TARLECKI „600 lat parafii i 20 lat rekonsekracji kościoła”